# Opera (preglednik)
Opera je višeplatformski web-preglednik i Internetsko okruženje koje obavlja standardne zadatke povezane s Internetom, uključujući pregledavanje web stranica, slanje i primanje poruka e-pošte, upravljanje kontaktima, mrežno brbljanje i Widgete. Zatvorenog je koda i sva prava na Operu su pridržana. Operin mobilni web-preglednik Opera Mini i najnovije verzije aplikacije za stolna računala besplatne su.
Operu razvija tvrtka Opera Software, sa sjedištem u Oslu, u Norveškoj.  Radi na raznim operacijskim sustavima, uključujući velik broj verzija sustava Microsoft Windows, Mac OS X, Linux, FreeBSD i Solaris. Također se koristi u mobilnim telefonima, smartphone uređajima, Personal Digital Assistant uređajima, igraćim konzolama i interaktivnim televizorima. Tehnologija Opere također je licencirana od strane drugih tvrtki radi upotrebe u proizvodima, kao što je Adobe Creative Suite.
Sučelje Opere postalo je poznato po inovacijama u mogućnostima i upotrebi.

## Povijest
Opera je nastala 1994. kao istraživački projekt tvrtke Telenor, najveće norveške telekomunikacijske tvrtke. Tijekom 1995. godine razgranila se u neovisnu tvrtku Opera Software ASA.
Opera se do verzije 2.0 nazivala MultiTorg Opera i nije bila dostupna javnosti, iako je neki dokumenti pokazuju na Trećoj međunarodnoj WWW Konferenciji 1995. godine. Bila je poznata po svom višedokumentnom sučelju (MDI) i "vrućem popisu" (hotlist), koji su olakšavali istovremeno pregledavanje više stranica, kao i po tome što je bila prvi preglednik koji se potpuno posvetio prilagodbi na W3C standarde.

## Vremenski slijed
- 1996: Prvo javno izdanje bila je verzija Opera 2.0 for Windows, izašla kao shareware.
- 10. listopada 1997.: Zbog velike potražnje, Opera Software lansira "Project Magic", da bi ustvrdili tko bi bio voljan kupiti kopiju browsera za operativne sustave osim Windowsa i da bi pravilno distribuirali sredstva za razvoj ili vanjske suradnike za takve operacijske sustave.
- 30. studenog 1997. Zaključeno je glasovanje o tome za koji će se operacijski sustav ubuduće razvijati. Project Magic tad je postao novinska kolumna za ažuriranja alternativnih operacijskih sustava do verzije 4.
- 31. prosinca 1997.: Objavljena je Opera 3, za više operacijskih sustava.
- 1998.: Objavljena je Opera 3.5, pružajući prvu implementaciju podrške kaskadnim stilskim oblikovanjima (CSS) u Operi.
- 28. lipnja 2000.: Objavljena je Opera 4 za Windows, predstavljajući novu višeplatformsku jezgru i integrirani klijent e-pošte.
- 6. prosinca 2000.: Objavljena je Opera 5, zamjenjujući probno razdoblje s reklamama.
- 29. studenog 2001.: Objavljena je Opera 6. Ova verzija dodala je Unicode podršku i jednodokumentno sučelje kao dodatak višedokumentnom sučelju iz prijašnjih verzija.
- Siječanj 2003: Opera 7 predstavlja novi pogon rasporeda nazvan "Presto". Ovaj je pogon imao poboljšanu podršku za CSS, klijentske skripte i Document Object Model (DOM).
- 12. rujna 2003. Korisnicima se nudi izbor između generičkih grafičkih bannera i Google-ovih tekstualnih reklama čiji je sadržaj ovisio o stranici koju se pregledava.
- Kolovoz 2004: Opera 7.6 počela je ograničeno "alpha" testiranje. Imala je podršku za naprednije standarde i predstavila je podršku za govor, uključujući i podršku za Voice XML. Opera je također predstavila novi preglednik za Interactive Television, a koji je uključivao opciju "fit to width" (prilagođavanje širini), način prilagođavanja sadržaja na web stranicama kako bi se omogućilo smještanja cijelog sadržaja unutar površine zaslona. Tehnologija je u početku uvelike upotrebljavala CSS, ali danas se upotrebljava interna Operina tehnologija. Opera 7.6 nikad nije izašla kao finalna verzija.
- 12. siječnja 2005.: Tvrtka Opera Software izjavila je da će nuditi besplatne licence višim obrazovnim ustanovama, kao i promjenu s prethodne cijene od $1,000 USD za neograničene licence. Škole koje su iskoristile besplatne licence uključuju Massachusetts Institute of Technology (MIT), Harvard University, University of Oxford, Georgia Institute of Technology i Duke University.
- 19. travnja 2005.: Objavljena je verzija 8.0. Osim podrške za SVG Tiny, multimodalne opcije i korisničke JavaScript, zadano korisničko sučelje značajno je pojednostavljeno. Promjene korisničkog sučelja nisu se sviđjele velikom broju postojećih korisnika jer su neke napredne postavke postale skrivene.
- 20. rujna 2005. S verzijom 8.50, ugrađene reklame u potpunosti su uklonjene i preglednik je postao besplatan. Tvrtka je nastavila prodavati ugovore o podršci. Unaprjeđenja su obuhvaćala automatsko ispravljanje nepravilno oblikovanih web-stranica od strane klijenta, te mnoštvo sigurnosnih ispravki.
- 7. veljače 2006.: Osnovan je Opera Labs, pružajući pogled iza scena na najnoviju tehnologiju i proizvode, i na njemu će biti postavljane beta verzije.
- 16. veljače, 2006. Opera proglašava partnerstvo s Nitendom, da bi razvila verziju svog preglednika za Nintendov DS u Japanu i Europi.
- 10. svibnja 2006. Opera proglašava partnerstvo s Nintendom, da bi razvila verziju svog preglednika za Nintendovu novu "Wii" konzolu.
- 20. lipnja 2006. Objavljena je Opera 9.0. Opera konačno dobiva i službeni prijevod sučelja i internetske pomoći na hrvatski jezik!
- 18. prosinca 2006. Objavljena je Opera verzija 9.10. Ova je verzija predstavila zaštitu od prijevara u stvarnom vremenu.
- 25. listopada 2007. Objavljena je prva beta Opere 9.50 (kodno ime Kestrel) kojom je poboljšana stabilnost, brzina i podrška za standarde (među ostalim i potpuna podrška za CSS3).
- 24. travnja 2008. Objavljena druga beta Opere 9.5 s novim poboljšanjima stabilnosti i brzine
- 10. lipnja 2008. Objavljen kandidat za izdavanje Opere 9.5
- 12. lipnja 2008. Objavljena završna verzija Opere 9.5 s novim izgledom i raznim novim poboljšanjima
- 16.  srpnja 2009. Izašla je nova verzija Opere 10 beta 2 s raznim novim poboljšanjima

## Budući razvoj
Opera 10 (kodno ime Peregrine) bit će utemeljena na višeplatformskom iskustvu koje će korisniku dopuštati čitanje web-stranice započne na osobnom računalu i nastaviti na mobilnom telefonu ili PDA uređaju. Opera 10 također će uključivati alate koji će pružati platformu za programere na otvorenim standardima.

## Značajke
Osim web browsera, druga glavna komponenta u desktop verzijama Opera sučelja je Opera Mail llijent, prethodno znan kao M2. Opera Mail podržava regularnu POP i SMTP poštu kao i IMAP. Također ima i ugrađeni addresar. Opera Mail još donosi newsreader i newsfeed čitač za RSS i Atom, kao i IRC klijent za online chat.

### Korištenje i pristupačnost
Opera je dizajnirana da se pokreće i na slabijim računalima, s obvezom pristupačnosti za korisnike koji možda imaju vidne i/ili motoričke teškoće. Također,većina sučelja može se mijenjati kako bi odgovarala korisniku.
- Moguće je kontrolirati gotovo sve aspekte preglednika koristeći samo tipkovnicu, a i defaultne tipkovničke definicije se mogu proizvoljno mijenjati. Proizvod donosi nekoliko popularnih stilova mapiranja tipki; npr. u jednome, tipke za editiranje formulara su

slične onima iz Emacsa. Opera također donosi pristupne tipke, koje omogućuju korisniku da odmah "skoči" na određeni dio web stranice preko tipkovnice. Opera je jedan od prvih browsera koja ima podršku za upravljanje pokretima miša, omogućujući raznim kretanjima miša uzrokovati akcije browsera, kao npr. "natrag" i "osvježi".
- Zumiranje stranice omogućuje da text, slike i ostali sadržaj kao npr. Macromedia Flash, Java i Scalable Vector Graphics budu povećane ili smanjene u veličini (20% do 1000%) kako bi se olakšao rad osobama sa slabijim vidom. Korisničke stilske postavke mogu se također koristiti da se dobije isti efekt i omoguće obojani fontovi visokog kontrasta.
- Glasovno upravljanje, razvijeno u suradnji s IBM-om, omogućuje kontrolu browsera bez korištenja tipkovnice ili miša. Također može naglas čitati stranice i označeni tekst. IBM ima browser utemeljen na Operi.
- "Prilagodi širini" opcija koja počiva na tehnologiji sličnoj onoj Opere Mini: Small Screen Rendering (SSR), omogućujući web stranicama da stanu u manji zaslon bez potrebe za vodoravnim skroliranjem.

### Download manager
Opera omogućuje korisniku da izlista, zaustavi, nastavi ili restarta downloadanje datoteka. Također sprema povijest nedavno downloadiranih datoteka te dopušta njihovo otvaranje unutar browsera. Opera 9 je također opremljena s pluginom za torrente, tako da se BitTorrent downloadima može upravljati slično kao i s regularnim HTTP/FTP downloadima.
Opera se može koristiti i s vanjskim download managerima.

### Ekstenzije
Od verzije 8, Opera podržava User JavaScript ekstenzije. Te se skripte izvrše kad se stranice učitaju i koriste se da bi poboljšala funkcionalnost stranice. UserJS.org je neslužbeno središno "odlagalište" za Operine User JavaScripte. Userscripts.org lista skripte dizajnirane za Greasemonkey Firefox ekstenziju, ali mnogi od njih rade i u Operi.

### MDI i tabovi
Opera podržava pregledavanje u tabovima i ima pravo višedokumentno sučelje (MDI). To znači da se više web stranica može otvoriti unutar istog aplikacijskog prozora te joj se može mijenjati veličina, položaj, može je se slagati kao normalne aplikacijske prozore u operativnom sustavu. 
U nedavnim godinama defaultne postavke su se promijenile s MDI-a u jednostavniji koncept tabova. Od verzije 6.0, Opera nudi korisnicima izbor tri načina: tabovi, MDI, i SDI (bez tabova).

### Blokiranje popup-ova
Opera daje korisniku upravljanje time mogu li web stranice otvoriti pop up prozore. Defaultno Opera blokira sve neželjene popup-ove ali može raditi na razne načine, kao npr. otvaranje popup-a u pozadinskom prozoru, ili samo blokirati popup-ove kad nisu rezultat korisničke radnje kao klika na link. Prozori koji su blokirani mogu se kasnije otvoriti po volji korisnika.

### Privatnost
Opera može biti konfigurirana da koristi proxy servere. Ima ugrađeni cookie editor i cache preglednik. Također, moćan upravljač lozinkama nazvan Wand je integriran u browser. On po želji korisnika sprema korisničko ime i lozinku koje korisnik upiše na zaštićenoj
stranici. Moguće je spremiti više kombinacija korisničkih imena i lozinki za pojedinu stranicu.

### Pretraživači
Opera pruža brz pristup raznim sustavima za pretraživanje i komercijalnim stranicama, preko pluginova. Mnogo pluginova dolazi s browserom, ali mogu se i korisnički definirati ili instalirani s vanjskih izvora. Opera također dopušta korisniku da prevede odlomak ili da traži značenje riječi izravno preko desnog klika na riječ.
S najnovijom verzijom Opere, korisnik može imati pristup bilo kojem pretraživaču bez otvaranja njegove stranice. Desnim klikom u polje za pretraživanje i opcijom "Izradi tražilicu" Opera će pokazativati pretraživač u budućnosti.
Moguće je i pretraživanje izravno iz adresne trake, koristeći kratice na tipkovnici. Tako 
"g wikipedia" traži pojam "wikipedia" preko Google pretraživača. Kratice i pretraživači mogu
se naknadno podesiti.

### Sesije
Opera dopušta korisniku da spremi kolekciju otvorenih stranica kao sesiju. Taj set stranica se kaasnije može otvoriti u Operi u novom prozoru ili dodati otvorenom. Opera može biti namještena da počne sa stranicama koje su bile otvorene kad se browser zadnji put zatvorio. Spremljena sesija uključuje neovisnu povijest svake stranice i postavke koju je svaka stranica imala, kao npr. vertikalna pozicija, uključene slike, zoom, itd. 
Svaka sesija sprema se u datoteku koja se može prenijeti i na drugo računalo koje koristi Operu.

### Standardi
Od verzije 3.5, Opera je podržavala CSS, i jedan od izumitelja CSS-a je CTO u Operi. Do verzije 6.0 Opera je podržavala najčešće web standarde, Netscape pluginove i neke ostale novije standarde kao WAP i WML za bežične uređaje.
Verzijom 7.0 Opera je podlegla iscrpnom reprogramiranju tako da je stariji Elektra layout engine zamijenjen s bržim i moćnijim Presto layout engine-om. Novi engine je donio gotovo punu podršku za HTML DOM što znači da dijelovi ili cijele stranice mogu biti re-renderirane kao odgovor na DOM i skriptirane događaje.
Verzija 8.0 je predstavila podršku za Scalable Vector Graphics (SVG) 1.1 Tiny.  To je obilježilo prvi veći browser koji podržava neku vrstu SVG-a bez potrebe za pluginovima. Opera ima prezentacijski način koji se zove Opera Show, što omogućava korištenje jednog HTML ili XML dokumente za prezentacije na velikim zaslonima i pregledavanje weba na istima. 
Verzija 9.0 je prvi browser za Microsoft Windows koji prolazi Acid2 test, dokazujući čvrstoću svoje CSS i HTML implementacije. 
Ova verzija dodaje XSLT i poboljšava SVG na 1.1 Basic razinu.

### Otpad
Opera ima dugme "otpad" koji omogućuje korisniku da povrati tab kojeg je ranije u istoj sesiji zatvorio. Popis zatvorenih tabova se čuva dok se sesija ne zatvori i može se koristiti kao privremeni bookmark tijekom sesije.

### Korisnički definirane teme
Opera podržava prilagođene teme korisničkog sučelja, omogućujući korisnicima da promijene položaj i stil toolbara, dugmadi i izbornika. Drag and drop funkcija omogućuje korisniku da lako postavi linkove i dugmad na toolbare. Mnoštvo tema može se downloadati i instalirati uz samo nekoliko klikova zahvaljujući ugrađenom programu za instalaciju.

### Nove značajke u Operi 9
Mnogo je novih mogućnosti u Operi 9. Najvažnije su :
- Jednostavan BitTorrent klijent, prilagođen novim korisnicima.
- Blokator sadržaja (često korišten za skrivanje reklama).
- Thumbnail pregled tabova (kad je strelica miša iznad taba).
- Widgeti - male samostalne aplikacije koje stoje na vrhu browsera.
- Postavke vezane za stranicu (blokiranje popup-ova, kolačići, skripte, korisnički style sheet-ovi, korisničke java skripte, itd. )
- Mogućnost stvaranja pretraživača iz polja za unos teksta.
- Poboljšan rich text (WYSIWYG editor)
- Redefinirane tipkovničke kratice da budu sličnije Internet Exploreru .
- Fraud-zaštita (Real-time) -  Opera uspoređuje stranice koje korisnik posjeti s Phishtank i Trustwatch (Geotrust) bazama podataka da vidi ako su varljive ili "Verified"(potvrđene). Ova opcija je isključena po defaultu, ali korisnici mogu kliknuti ikonu na sučelju da provjere status stranice.

#### Dodane/poboljšane tehnologije
- XSLT, XPath
- SVG/1.1 Basic
- TLS/1.1

### Mobilni telefoni
Opera Mini je besplatni kompaktni browser za mobilne telefone i ostale uređaje koji imaju Java ME instaliranu. Koristi Operine servere za renderiranje i sažimanje stranice prije slanja binarnih podtaka na mali zaslon telefona. Ova metoda čini mnoge stranice kompatibilne s mobilnim telefonima.
1. siječnja 2006. Opera je objavila da će Google biti defaultni partner za mobilne preglednike.

### Glavni uređaji s Operom
- Nintendo Wii
- Archos 604 WiFi
- Nintendo DS
- Nokia 770
- Sony Mylo
- NDS MediaHighway Advanced (Pilottime)
- Mood Box
- Archos PMA400
- Sharp Zaurus
- Thales TopSeries In-Flight Entertainment
- Amino AmiNET
- Psion

#### Vanjske poveznice za mobilne uređaje
- Galerija uređaja  Arhivirana inačica izvorne stranice od 4. srpnja 2006. (Wayback Machine)
- Uređaji s predinstaliranom Operom

## Verzije

### Najnovije verzije
Opaska: Najnoviji broj verzije može se razlikovati od jezika do jezika; ovo su brojevi za originalnu Englesku (US) verziju.
Najnovija verzija na hrvatskom jeziku je Opera 27.0.1689.66
- Microsoft Windows: 27.0.1689.66 (Windows 95 i noviji)
- Microsoft Windows: 3.62 (Windows 3.x)
- Mac OS X: 27.0.1689.66; Mac OS: 6.03
- Linux i386, SPARC i PowerPC: 9.52/9.60b
- Linux arm: 7.6 (vidi dolje)
- FreeBSD i386: 9.52/9.60b
- Solaris SPARC i i386: 9.52/9.60b
- OS/2: 5.12
- BeOS: 3.62
- QNX: 6.0.1
- Symbian OS Series 60: 8.60 (Series 60 3rd i 2nd Edition)
- Symbian OS Series 60: 6.20 (Series 60 1st Edition)
- Symbian OS UIQ: 6.31
- EPOC: 5.14
- Windows Mobile: 8.60/9.50b
- Java ME (Opera Mini): 8.0.35158 - (za mobilne telefone i ostale uređaje koji podržavaju MIDP 1.0 ili višu Javu )
- Pocket PC: 8.60
- Windows CE: 8.60
- iOS:  9.2.0 (Opera mini); 4.01 (Opera Coast)[3]
- Android: 7.6.4 (Opera mini); 12.1 (Opera Mobile Classic); 8.0.1759.88920 (Opera mini Beta)[4]
- Windows Phone: 0.9.0.8 Beta (Opera mini)[5]

## Vanjske poveznice
- Službena web-stranica
- Trgovina proširenja za Operu
- Opera Bug Reporting Wizard
- Opera Documentation - sadrži informcije o specifikacijama, popisima promjena, izmjenama datoteka i postavki, dodatcima i formatima datoteka